# Grand Prix Francji 1951

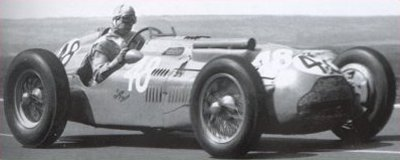
Guy Mairesse podczas Grand Prix Francji 1951

Grand Prix Francji 1951 (oryg. Grand Prix de l’ACF), Grand Prix Europy 1951 – czwarta runda Mistrzostw Świata Formuły 1 w sezonie 1951, która odbyła się 1 lipca 1951 po raz drugi na torze Reims-Gueux.
12. Grand Prix Francji, drugie zaliczane do Mistrzostw Świata Formuły 1.

## Lista startowa
Na niebieskim tle kierowcy, który wycofali się przed treningiem.
| Nr      | Kierowca                | Zespół                            | Samochód            | Silnik                    | Opony |
| ------- | ----------------------- | --------------------------------- | ------------------- | ------------------------- | ----- |
| 2       | Giuseppe Farina         | Alfa Romeo                        | Alfa Romeo 159      | Alfa Romeo 1.5L 8C        | P     |
| 4       | Juan Manuel Fangio      | Alfa Romeo                        | Alfa Romeo 159      | Alfa Romeo 1.5L 8C        | P     |
| 6       | Consalvo Sanesi         | Alfa Romeo                        | Alfa Romeo 159      | Alfa Romeo 1.5L 8C        | P     |
| 8       | Luigi Fagioli           | Alfa Romeo                        | Alfa Romeo 159      | Alfa Romeo 1.5L 8C        | P     |
| 10      | Luigi Villoresi         | Ferrari                           | Ferrari 375         | Ferrari Type 375 4.5L V12 | E     |
| 12      | Alberto Ascari          | Ferrari                           | Ferrari 375         | Ferrari Type 375 4.5L V12 | E     |
| 14      | José Froilán González   | Ferrari                           | Ferrari 375         | Ferrari Type 375 4.5L V12 | E     |
| 16      | Piero Taruffi           | Ferrari                           | Ferrari 375         | Ferrari Type 375 4.5L V12 | E     |
| 18      | Emmanuel de Graffenried | Enrico Platé                      | Maserati 4CLT/50    | Maserati 4 CL 1.5L        | P     |
| 20      | Harry Schell            | Enrico Platé                      | Maserati 4CLT-48    | Maserati 4 CL 1.5L        | P     |
| 22      | Prince Bira             | Ecurie Siam                       | Maserati 4CLT-48    | Maserati 4 CL 1.5L        | P     |
| 24      | Peter Whitehead         | Graham Whitehead                  | Ferrari 125         | Ferrari 125 F1 1.5L V12   | D     |
| 26      | Reg Parnell             | GA Vandervell                     | Ferrari 375 tw      | Ferrari Type 375 4.5L V12 | P     |
| 28      | Johnny Claes            | Ecurie Belge                      | Talbot-Lago T26C-DA | Talbot 23CV 4.5L 6C       | E     |
| 30      | Robert Manzon           | Equipe Gordini                    | Simca-Gordini T15   | Simca-Gordini 15C 1.5L 4C | E     |
| 32      | Maurice Trintignant     | Equipe Gordini                    | Simca-Gordini T15   | Simca-Gordini 15C 1.5L 4C | E     |
| 34      | André Simon             | Equipe Gordini                    | Simca-Gordini T15   | Simca-Gordini 15C 1.5L 4C | E     |
| 36      | Aldo Gordini            | Equipe Gordini                    | Simca-Gordini T11   | Simca-Gordini 15C 1.5L 4C | E     |
| 38      | Philippe Étancelin      | Philippe Étancelin (prywatnie)    | Talbot-Lago T26C-DA | Talbot 23CV 4.5L 6C       | D     |
| 40      | Louis Rosier            | Ecurie Rosier                     | Talbot-Lago T26C-DA | Talbot 23CV 4.5L 6C       | D     |
| 42      | Louis Chiron            | Ecurie Rosier                     | Talbot-Lago T26C    | Talbot 23CV 4.5L 6C       | D     |
| 44      | Eugène Chaboud          | Eugène Chaboud (prywatnie)        | Talbot-Lago T26C-GS | Talbot 23CV 4.5L 6C       | D     |
| 46      | Yves Giraud-Cabantous   | Yves Giraud-Cabantous (prywatnie) | Talbot-Lago T26C    | Talbot 23CV 4.5L 6C       | D     |
| 48      | Guy Mairesse            | Yves Giraud-Cabantous             | Talbot-Lago T26C    | Talbot 23CV 4.5L 6C       | D     |
| 50      | Onofre Marimon          | Scuderia Milano                   | Maserati 4CLT-50    | Maserati 4 CL 1.5L        | P     |
| Źródła: |                         |                                   |                     |                           |       |

Uwagi
1. ↑  Juan Manuel Fangio jeździł w aucie nr 4 w kwalifikacjach oraz przez 15 okrążeń w wyścigu. Luigi Fagioli wziął jego samochód na pozostałe okrążenia.
2. ↑  Luigi Fagioli jeździł w aucie nr 8 w kwalifikacjach oraz przez 20 okrążeń w wyścigu. Juan Manuel Fangio wziął jego samochód na pozostałe okrążenia.
3. ↑  Brian Shawe-Taylor miał jechać autem nr 26, lecz wycofał się, a Reg Parnell zastąpił go.

## Wyniki

### Kwalifikacje
Źródło: racing-reference.info
| P  | Nr | Kierowca                | Konstruktor(-silnik) | Opony | Czas   | Odstęp | Strata |
| -- | -- | ----------------------- | -------------------- | ----- | ------ | ------ | ------ |
| 1  | 4  | Juan Manuel Fangio      | Alfa Romeo           | P     | 2:25,7 | –      | –      |
| 2  | 2  | Giuseppe Farina         | Alfa Romeo           | P     | 2:27,4 | +1,7   | +1,7   |
| 3  | 12 | Alberto Ascari          | Ferrari              | E     | 2:28,1 | +0,7   | +2,4   |
| 4  | 10 | Luigi Villoresi         | Ferrari              | E     | 2:28,5 | +0,4   | +2,8   |
| 5  | 6  | Consalvo Sanesi         | Alfa Romeo           | P     | 2:28,9 | +0,4   | +3,2   |
| 6  | 14 | José Froilán González   | Ferrari              | E     | 2:30,8 | +1,9   | +5,1   |
| 7  | 8  | Luigi Fagioli           | Alfa Romeo           | P     | 2:33,1 | +2,3   | +7,4   |
| 8  | 42 | Louis Chiron            | Talbot-Lago          | D     | 2:43,7 | +10,6  | +18,0  |
| 9  | 26 | Reg Parnell             | Vandervell           | P     | 2:44,0 | +0,3   | +18,3  |
| 10 | 38 | Philippe Étancelin      | Talbot-Lago          | D     | 2:44,8 | +0,8   | +19,1  |
| 11 | 46 | Yves Giraud-Cabantous   | Talbot-Lago          | D     | 2:45,7 | +0,9   | +20,0  |
| 12 | 28 | Johnny Claes            | Talbot-Lago          | E     | 2:46,6 | +0,9   | +20,9  |
| 13 | 40 | Louis Rosier            | Talbot-Lago          | D     | 2:48,0 | +1,4   | +22,3  |
| 14 | 44 | Eugène Chaboud          | Talbot-Lago          | D     | 2:49,6 | +1,6   | +23,9  |
| 15 | 50 | Onofre Marimon          | Maserati             | P     | 2:49,8 | +0,2   | +24,1  |
| 16 | 18 | Emmanuel de Graffenried | Maserati             | P     | 2:50,1 | +0,3   | +24,4  |
| 17 | 36 | Aldo Gordini            | Simca-Gordini        | E     | 2:50,3 | +0,2   | +24,6  |
| 18 | 32 | Maurice Trintignant     | Simca-Gordini        | E     | 2:50,3 | +0,0   | +24,6  |
| 19 | 48 | Guy Mairesse            | Talbot-Lago          | D     | 2:58,4 | +8,1   | +32,7  |
| 20 | 24 | Peter Whitehead         | Ferrari              | D     | 2:59,0 | +0,6   | +33,3  |
| 21 | 34 | André Simon             | Simca-Gordini        | E     | 2:59,5 | +0,5   | +33,8  |
| 22 | 20 | Harry Schell            | Maserati             | P     | 3:02,0 | +2,5   | +36,3  |
| 23 | 30 | Robert Manzon           | Simca-Gordini        | E     | 3:06,0 | +4,0   | +40,3  |
| P  | Nr | Kierowca                | Konstruktor(-silnik) | Opony | Czas   | Odstęp | Strata |

### Wyścig
Źródła: 
| P                                                     | + / – | Nr | Kierowca                             | Konstruktor   | Opony | Okr.  | Czas / Strata | Komentarz       |
| ----------------------------------------------------- | ----- | -- | ------------------------------------ | ------------- | ----- | ----- | ------------- | --------------- |
| 1                                                     | 6     | 8  | Luigi Fagioli Juan Manuel Fangio     | Alfa Romeo    | P     | 20 57 | 3h22m11,0     | [ a ]           |
| 2                                                     | 4     | 14 | José Froilán González Alberto Ascari | Ferrari       | E     | 35 42 | +0:58,2       | [ a ]           |
| 3                                                     | 1     | 10 | Luigi Villoresi                      | Ferrari       | E     | 74    | +3 okr.       |                 |
| 4                                                     | 5     | 26 | Reg Parnell                          | Ferrari       | P     | 73    | +4 okr.       |                 |
| 5                                                     | 3     | 2  | Giuseppe Farina                      | Alfa Romeo    | P     | 73    | +4 okr.       |                 |
| 6                                                     | 2     | 42 | Louis Chiron                         | Talbot-Lago   | D     | 71    | +6 okr.       |                 |
| 7                                                     | 4     | 46 | Yves Giraud-Cabantous                | Talbot-Lago   | D     | 71    | +6 okr.       |                 |
| 8                                                     | 6     | 44 | Eugène Chaboud                       | Talbot-Lago   | D     | 69    | +8 okr.       |                 |
| 9                                                     | 10    | 48 | Guy Mairesse                         | Talbot-Lago   | D     | 66    | +11 okr.      |                 |
| 10                                                    | 5     | 6  | Consalvo Sanesi                      | Alfa Romeo    | P     | 58    | +19 okr.      |                 |
| 11                                                    | 10    | 4  | Juan Manuel Fangio Luigi Fagioli     | Alfa Romeo    | P     | 15 40 | +22 okr.      | [ a ]           |
| Niesklasyfikowani                                     |       |    |                                      |               |       |       |               |                 |
|                                                       |       | 28 | Johnny Claes                         | Talbot-Lago   | E     | 54    | +23 okr.      | wypadek         |
|                                                       |       | 40 | Louis Rosier                         | Talbot-Lago   | D     | 43    | +34 okr.      | zawieszenie     |
|                                                       |       | 38 | Philippe Étancelin                   | Talbot-Lago   | D     | 37    | +40 okr.      | silnik          |
|                                                       |       | 36 | Aldo Gordini                         | Simca-Gordini | E     | 27    | +50 okr.      | silnik          |
|                                                       |       | 20 | Harry Schell                         | Maserati      | P     | 23    | +54 okr.      | przegrzanie     |
|                                                       |       | 32 | Maurice Trintignant                  | Simca-Gordini | E     | 11    | +66 okr.      | silnik          |
|                                                       |       | 12 | Alberto Ascari                       | Ferrari       | E     | 10    | +67 okr.      | skrzynia biegów |
|                                                       |       | 34 | André Simon                          | Simca-Gordini | E     | 7     | +70 okr.      | silnik          |
|                                                       |       | 30 | Robert Manzon                        | Simca-Gordini | E     | 3     | +74 okr.      | silnik          |
|                                                       |       | 50 | Onofre Marimon                       | Maserati      | P     | 2     | +75 okr.      | silnik          |
|                                                       |       | 18 | Emmanuel de Graffenried              | Maserati      | P     | 1     | +76 okr.      | zawieszenie     |
|                                                       |       | 24 | Peter Whitehead                      | Ferrari       | D     | 1     | +76 okr.      | silnik          |
| Nie wystartowali / niedopuszczeni do ponownego startu |       |    |                                      |               |       |       |               |                 |
|                                                       |       | 16 | Piero Taruffi                        | Ferrari       | E     | 0     |               | choroba         |
|                                                       |       | 22 | Prince Bira                          | Maserati      | P     | 0     |               | nie przybył     |
|                                                       |       | 26 | Brian Shawe-Taylor                   | Ferrari       | P     | 0     |               | hamulce         |
| P                                                     | + / – | Nr | Kierowca                             | Konstruktor   | Opony | Okr.  | Czas / Strata | Komentarz       |

Uwagi
1. 1 2 3  Bolid współdzielony.

### Najszybsze okrążenie
Źródło: statsf1.com
| Nr | Kierowca           | Konstruktor | Czas   | Okr. |
| -- | ------------------ | ----------- | ------ | ---- |
| 8  | Juan Manuel Fangio | Alfa Romeo  | 2:27,8 | 32   |

### Prowadzenie w wyścigu
Źródło: statsf1.com
| Nr                              | Kierowca           | Konstruktor | Okrążenia | Suma |
| ------------------------------- | ------------------ | ----------- | --------- | ---- |
| 2                               | Giuseppe Farina    | Alfa Romeo  | 10-44     | 35   |
| 4                               | Juan Manuel Fangio | Alfa Romeo  | 9         | 28   |
| 8                               | Juan Manuel Fangio | Alfa Romeo  | 51-77     | 28   |
| 12                              | Alberto Ascari     | Ferrari     | 1-8       | 14   |
| 14                              | Alberto Ascari     | Ferrari     | 45-50     | 14   |
| \| Wykres \| \| ------ \| \| \| |                    |             |           |      |
| Wykres                          |                    |             |           |      |
|                                 |                    |             |           |      |

## Klasyfikacja po wyścigu
Pierwsza piątka otrzymywała punkty według klucza 8-6-4-3-2, 1 punkt przyznawany był dla kierowcy, który wykonał najszybsze okrążenie w wyścigu. Klasyfikacja konstruktorów została wprowadzona w 1958 roku. Liczone było tylko 4 najlepsze wyścigi danego kierowcy.
Uwzględniono tylko kierowców, którzy zdobyli jakiekolwiek punkty
| P  | +/− | Kierowca                | Starty | Punkty | P1 | P2 | P3 | PP | NO | NS |
| -- | --- | ----------------------- | ------ | ------ | -- | -- | -- | -- | -- | -- |
| 1  | +1  | Juan Manuel Fangio      | 3      | 15     | 2  | –  | –  | 3  | 3  | –  |
| 2  | −1  | Giuseppe Farina         | 3      | 14     | 1  | –  | 1  | –  | –  | –  |
| 3  | 0   | Lee Wallard             | 1      | 9      | 1  | –  | –  | –  | 1  | –  |
| 4  | 0   | Alberto Ascari          | 3      | 9      | –  | 2  | –  | –  | –  | –  |
| 5  | +2  | Luigi Villoresi         | 3      | 8      | –  | –  | 2  | –  | –  | 1  |
| 6  | −2  | Piero Taruffi           | 3      | 6      | –  | 1  | –  | –  | –  | 1  |
| =  | −2  | Mike Nazaruk            | 1      | 6      | –  | 1  | –  | –  | –  | –  |
| 8  | N   | Luigi Fagioli           | 1      | 4      | 1  | –  | –  | –  | –  | –  |
| 9  | N   | José Froilán González   | 2      | 3      | –  | 1  | –  | –  | –  | 1  |
| 10 | −2  | Louis Rosier            | 3      | 3      | –  | –  | –  | –  | –  | 1  |
| =  | −2  | Consalvo Sanesi         | 3      | 3      | –  | –  | –  | –  | –  | 1  |
| =  | −2  | Andy Linden             | 1      | 3      | –  | –  | –  | –  | –  | –  |
| =  | N   | Reg Parnell             | 1      | 3      | –  | –  | –  | –  | –  | –  |
| 14 | −3  | Manny Ayulo             | 1      | 2      | –  | –  | 1  | –  | –  | –  |
| =  | −3  | Jack McGrath            | 1      | 2      | –  | –  | 1  | –  | –  | –  |
| 16 | −3  | Yves Giraud-Cabantous   | 3      | 2      | –  | –  | –  | –  | –  | 1  |
| =  | −3  | Emmanuel de Graffenried | 2      | 2      | –  | –  | –  | –  | –  | 1  |
| =  | −3  | Bobby Ball              | 1      | 2      | –  | –  | –  | –  | –  | –  |
| P  | +/− | Kierowca                | Starty | Punkty | P1 | P2 | P3 | PP | NO | NS |